# Leszek Berger
Leszek Berger (ur. 10 lutego 1925 w Pabianicach, zm. 8 lipca 2012 w Jaskółkach) – polski biolog, specjalista w zakresie malakologii oraz herpetologii, odkrywca zjawiska hybrydogenezy u płazów; nestor badań nad płazami i gadami w Południowej Wielkopolsce; wieloletni pracownik Polskiej Akademii Nauk.

## Życiorys

### Dzieciństwo i młodość
Leszek Berger urodził się w Pabianicach w miejscowości rodzinnej swojej matki. Dzieciństwo i młodość spędził wraz z rodziną najpierw w Lewkowcu pod Ostrowem Wielkopolskim i samym Ostrowie. Edukację rozpoczął w czteroklasowej szkole podstawowej w sąsiedniej wsi Franklinów. Po ukończeniu trzeciej klasy rodzice przepisali go do siedmioklasowej Szkoły Podstawowej im. Ewarysta Estkowskiego w Ostrowie Wielkopolskim. W 1947 roku Berger ukończył ówczesne Męskie Liceum w Ostrowie Wlkp.

### Początki kariery naukowej
Po ukończeniu szkoły Berger kontynuował naukę na Wydziale Matematyczno-Przyrodniczym Uniwersytetu Poznańskiego (sekcja biologiczna). Już na trzecim roku studiów otrzymał ofertę pracy w charakterze asystenta. Z propozycji nie skorzystał ponieważ marzyła mu się praca nauczyciela biologii. Mimo, to w 1950 roku jako student czwartego roku rozpoczął pracę jako asystent w  Muzeum Przyrodniczym w Poznaniu. W muzeum organizowano ośrodek naukowo-badawczy i przyjęto 10 najwybitniejszych studentów. W 1951 roku pod kierunkiem prof. Jarosława Urbańskiego Berger obronił pracę magisterską pt „Mięczaki Pojezierza Mazurskiego”.  Następnie zaczął przygotowywać materiał do obrony pracy doktorskiej pt „ Mięczaki pogranicza Wielkopolski, Śląska i Jury Krakowsko Wieluńskiej”. Warto podkreślić, że zbierając materiał z aż 17 powiatów Berger poruszał się jedynie piechotą bądź rowerem. Pisanie rozprawy doktorskiej ukończył w 1956 roku. Jednakże, ze względu na szereg problemów stawianych przez swojego promotora prof. Urbańskiego, pracę udało mu się obronić dopiero w 1961 roku. Dalsze nieprzyjemności, których doświadczył ze strony szefostwa, zmusiły go do porzucenia kariery malakologa i zajęcia się żabami zielonymi.

### Badania nad żabami zielonymi

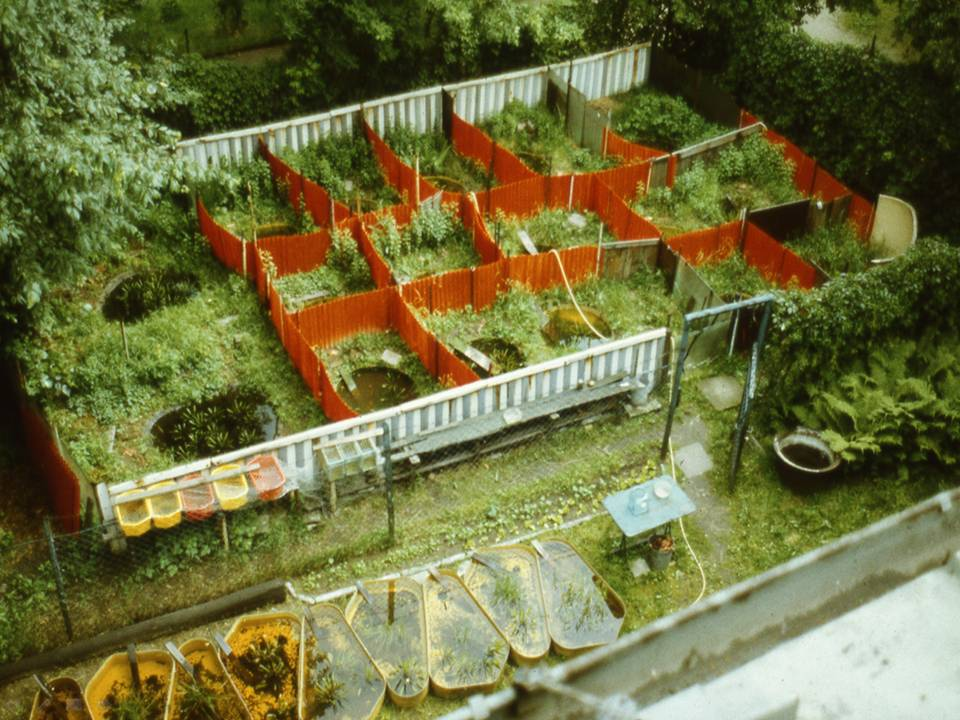
Hodowla żab zielonych w Poznaniu

Zgodnie z opublikowanym w 1758 roku przez Linneusza  X edycji dzieła Systema Naturae ówcześnie panowało powszechne przekonanie, że wszystkie żaby zielone tworzą jeden takson – Rana esculenta. Berger już w swojej pierwszej pracy poświęconej płazom, wykazał, że dzielą się one na trzy odrębne formy morfologiczne, które następnie podniósł do rangi gatunków: R. esculenta, R. lessonae i R. ridibunda. Ponieważ ich pokrewieństwo pozostawało dla nauki zagadką Berger założył najpierw w 1963 roku przy Starym ZOO w Poznaniu, a następnie w 1988 roku w Jaskółkach hodowle żab zielonych, które potocznie nazywane były „ranarium”. Aby usprawnić proces rozwoju kijanek i przeobrażania się ich w młode żabki, latem na oknach w dwupokojowym mieszkaniu Bergerów w Poznaniu znajdowało się przeszło 50 akwariów dla kijanek i drugie tyle dla małych żab. Hodowla ta wymagała wiele poświęceń i wyrzeczeń, jednakże już po pierwszym roku obserwacji Berger stwierdził, że wbrew powszechnej wiedzy nie wszystkie żaby zielone zimują jak się powszechnie sądzi w wodzie, lecz tylko osobniki żaby śmieszki. Jeszcze bardziej interesujące były wyniki dotyczące dziedziczenia cech, które uzyskał krzyżując żaby w latach 1963-1965. Wynikało z nich, że żaba wodna nie jest gatunkiem tylko jakimś nieokreślonym mieszańcem. Z argumentami Bergera nie zgadzało się wielu wybitnych polskich i zagranicznych uczonych. Niektórzy wręcz zabraniali mu pisać w ten sposób o żabach zielonych. Pewny swoich obserwacji, w 1965 r. napisał pracę „Systematyka żab zielonych”, którą zamierzał obronić jako rozprawę habilitacyjną. Wyniki jego badań, były niezgodne z ówczesną wiedzą, sądzono, że w krzyżówkach doszło do błędów i z tego powodu najpierw Uniwersytet A. Mickiewicza w Poznaniu, a następnie Uniwersytet Jagielloński odrzuciły jego habilitację. Dopiero w 1969 roku na Akademii Rolniczej w Poznaniu czterech wybitnych profesorów biologii Henryk Szarski, Kazimierz Sembrat, Marian Młynarski i Aleksander Wróblewski ocenili pozytywnie jego rozprawę i Berger mógł cieszyć się z uzyskania tytułu doktora habilitowanego.  Od 1971 roku wyniki Bergera zostały wielokrotnie potwierdzone metodami molekularnymi.
W 1975 r. ośrodek w którym pracował Berger zmienił nazwę, a nowy kierownik Zakładu, uznał tematykę jego badań bez wartości i usunął ją z listy tematów statutowych Zakładu. Splot wielu nieprzyjemnych okoliczności doprowadził profesora Bergera do rozległego zawału serca i rocznej przerwy w pracy.
Tytuł profesora nadzwyczajnego uzyskał dopiero w 1981 roku. Było to spowodowane brakiem wykształcenia w Polsce chociażby jednego doktora. Wszyscy dotychczasowi uczniowie i potencjalni kandydaci byli wbrew jego woli zawłaszczani przez innych naukowców. Dopiero w 1979 r., jako jedyny specjalista w Polsce od małży rodzaju Pisidium, został promotorem rozprawy doktorskiej Anny Dyduch z Krakowa.
Na tytuł profesora zwyczajnego musiał czekać kolejne dziewięć lat i jak sam mawiał miały na to wpływ stosunki panujące w instytucie, w którym pracował.
W 1995 Berger przeszedł na zasłużoną emeryturę. Nie odstąpił jednak od dalszych badań. Wiosnę i lato każdego spędzał w Jaskółkach, gdzie zajmował się hodowlą żab. Tu właśnie w 2000 roku gdy miał likwidować hodowlę na świat przyszły albinotyczne żaby zielone, które wywołały ogromne zainteresowanie wśród naukowców na całym świecie, a samego Bergera skłoniły do kontynuacji badań.

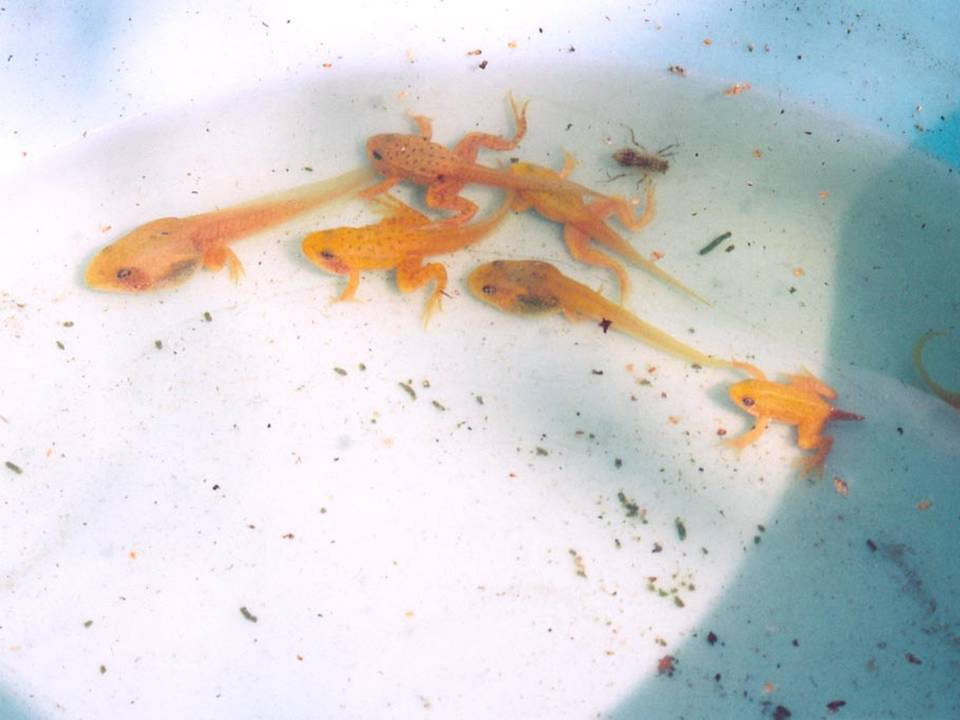
Albinotyczne żaby zielone

W tym czasie opublikował też między innymi dwie książki „Płazy i gady Polski. Klucz do oznaczania” (2000) oraz „Chrońmy europejskie żaby zielone” (2008), która ukazała się również w języku angielskim. Opierając się na wynikach swoich wieloletnich badań, zwrócił uwagę na możliwość ochrony płazów poprzez tak zwane tandemy hodowlane żab zielonych. Idea ta spotkała się zarówno z wielką dozą krytyki jak i zainteresowania ze strony naukowców i obrońców przyrody. Mimo, prób jej zastosowania, do dziś nie weszła ona w życie ze względu na obowiązujące w Polsce normy prawne.

### Działalność popularyzatorska
Mimo aktywnej działalności naukowej, Berger angażował się również w działania popularyzujące naukę i wiedzę o płazach i ich ochronie. Aktywnie uczestniczył w I i II Forum Przyrodniczym Południowej Wielkopolski w latach 2004 i 2005, a także w Ostrowskich Spotkaniach z Przyrodą i Ogólnopolskich Zlotach „Blisko bocianów” w Przygodzicach. Pisał o płazach i ich ochronie w wielu lokalnych popularnonaukowych periodykach takich jak „Na skraju – gazeta mieszkańców Podolan i Strzeszyna”, „Przyroda Południowej Wielkopolski” czy „Przyroda Polska”.  Wygłaszał wiele pogadanek o płazach dla dzieci i młodzieży w Poznaniu i południowej Wielkopolsce. Zapraszał również szkoły i przyrodników do swojego ‘ranarium’ w Jaskółkach na żywe lekcje biologii. Był inicjatorem i opiekunem naukowym projektu Południowowielkopolskiej Grupy OTOP „Płazy i gady Południowej Wielkopolski”. Za swoją działalność w regionie, w 2005 roku został  uhonorowany nagrodą Prezydenta Miasta Ostrowa Wielkopolskiego.

### Życie prywatne
W 1954 roku poślubił Halinę Biegańską (ur. 1932). Mieli dwójkę dzieci. Syn Wojciech (ur. 1955) po studiach wyjechał do USA, gdzie obecnie pracuje jako profesor fizyki na Uniwersytecie w Scranton. Córka Katarzyna (ur. 1961) mieszka i pracuje w rodzinnym Poznaniu.
Pochowany został na cmentarzu na poznańskich Naramowicach.

### Uczniowie
Wśród uczniów prof. Bergera należy wymienić między innymi prof. Marię Ogielską, dr Mariusza Rybackiego, dr Piotra Masiakowskiego oraz dr Annę Dyduch.

### Odznaczenia
- Krzyż Kawalerski Orderu Odrodzenia Polski (1990)[3]

## Wybrane publikacje
- Berger L. 1955. Płazy i gady Wielkopolskiego Parku Narodowego, PTPN, Wydz. Mat.-Przyr., Pr. Mongr. nad Przyrodą Wielkopolskiego Parku Narodowego pod Poznaniem, II, 10:1-35.
- Berger L., Michałowski J. 1963. Klucze do oznaczania kręgowców Polski, cz. II, Płazy - Amphibia. PWN, Warszawa-Kraków,
- Berger L. 1973. Systematics and hybridization in European green frogs of Rana esculenta complex. J. Herpet. 7, 1: 1-10.
- Uzzell T., Berger L. 1975. Electrophoretic phenotypes of Rana ridibunda, Rana lessonae, and their hybridogenetic associate, Rana esculenta. Proc. Acad. Nat. Sci. Philad. 127, 2: 13-24.
- Berger L. 1982. Hibernation of the European water frogs (Rana esculenta complex). Zool. Polon. 29, 1/2:57-72.
- Berger L. 1988. Principles of studies of European water frogs. Acta Zool. Cracov. 31, 21: 563-580.
- Berger L., Uzzell T., Hotz H. 1988. Sex determination and sex ratios in western Palearctic water frogs: XX and XY female hybrids in the Pannonian Basin? Proc. Acad. Nat. Sci. Philad. 140, 1: 220-239.
- Berger L. 2000. Płazy i gady Polski. Klucz do oznaczania. PWN, Warszawa-Poznań.
- Pabijan M., Czarniewska E. Berger L. 2004 Amelanistic phenotypes in westen Palearctic water frogs from Poland. Herpetozoa 17: 127-134.
- Tryjanowski P., Sparks T., Rybacki M., Berger L. 2006. Is body size of the water frog Rana esculenta complex responding to climate change? Naturwissenschaften 93: 110-113.
- Berger L. 2008. Chrońmy europejskie żaby zielone. Fundacja Biblioteka Ekologiczna w Poznaniu.

Dorobek naukowy prof. Bergera obejmuje ponad 120 znaczących pozycji naukowych, wiele popularnonaukowych oraz referatów na krajowych i międzynarodowych konferencjach i sympozjach.

## Ciekawostki
- Jako malakolog Berger odkrył nowy gatunek ślimaka lądowego, będącego jednocześnie żywicielem pośrednim motylicy wątrobowej. Ze względu na układy w miejscu pracy, odkrycie to zostało opisane w literaturze przez inną osobę.
- „W 1977 r. otrzymałem grant – 49 950 dolarów ze Smithsonian Foreign Currency Program na badania populacji żab zielonych w Polsce (za dolara bank płacił 18,92 zł, a rynek 180-200 zł). Niestety, nie znalazłem poparcia dla tych badań ani we własnym zakładzie, ani w Polskiej Akademii Nauk, ani we władzach Poznania. Do badań potrzebny był samochód, na którego talon mogłem dostać od wojewody lub prezydenta Poznania, jednak talonu nie dostałem, a obaj urzędnicy zostali usunięci w 1981 r. z PZPR za handel talonami na samochody. Dolary z banku powróciły do USA. To niezrozumiałe postępowanie różnych ludzi i instytucji spowodowało, że w Poznaniu nie powstał ośrodek badań żab zielonych.”[4]
- Pod wpływem odkrycia prof. Bergera zoologowie na całym świecie rozpoczęli intensywne badania nad żabami zielonymi, czego skutkiem było odkrycie wielu nowych gatunków. Jedna z nich – Pelophylax bergeri[5] (dawniej Rana bergeri) – została nazwana na jego cześć.
- W 1973 roku za odkrycie nowego typu dziedziczenia u zwierząt Wydział Nauk Biologicznych PAN przyznał mu nagrodę pierwszego stopnia. Inicjatorami nagrody byli prof. H. Krzanowska i prof. H. Szarski, którzy początkowo krytykowali jego badania.
- W ciągu 39 lat (1963-2001) Berger hodował i rozmnażał wszystkie 16 taksonów żab
zielonych zamieszkujących zachodnią Palearktykę. W wyniku ponad 1500 krzyżówek otrzymał ponad 800 000 potomstwa, co stanowi unikalną i najprawdopodobniej największą na świecie naukową hodowlę płazów.

- Miejsce pochówku prof. Bergera znajduje się na cmentarzu przy ul. Jasna Rola graniczącym z rezerwatem przyrody Żurawiniec w Poznaniu, nieopodal miejsca w którym profesor rozpoczynał swoją przygodę z żabami
zielonymi.

- W październiku 2013 roku  w Poznaniu otwarto Park Edukacji Przyrodniczej im. Prof. Leszka Bergera, natomiast w czerwcu 2014 r. w Raszkowie (sąsiadującym z Jaskółkami) powstał staw w kształcie żaby[6] na jego cześć.
- Od 2013 roku na Uniwersytecie Przyrodniczym w Poznaniu jest organizowana cykliczna Konferencja Naukowa im. prof. dr hab. Leszka Bergera na temat chowu i hodowli zwierząt egzotycznych. Jest ona elementem Poznańskich Dni Zwierząt Egzotycznych.